# Fossil Mountain (Wyoming)
Der Fossil Mountain ist ein Berg in der Jedediah Smith Wilderness des Caribou-Targhee National Forest im Westen des US-Bundesstaates Wyoming. Er hat eine Höhe von 3328 m und ist Teil der Teton Range in den Rocky Mountains. Der Fossil Mountain erhebt sich im Süden der Bergkette, nördlich des Fox Creek Canyons und westlich des Death Canyons. Der Berg befindet sich im Gratverlauf zwischen den südwestlich gelegenen Bergen Housetop Mountain und Spearhead Peak sowie Mount Bannon, Mount Jedediah Smith und Mount Meek im Nordosten, unmittelbar westlich der Grenze zum Grand-Teton-Nationalpark. Südlich des Berges treffen am Fox Creek Pass mehrere Wanderwege aufeinander, unter anderem der unterhalb von Mount Bannon und Mount Meek bis zum Mount Meek Pass weiter nach Norden verlaufende Teton Crest Trail.

## Belege
1. ↑  Peakbagger: Fossil Mountain. Abgerufen am 5. Dezember 2021.
2. ↑  Naturalatlas: Fossil Mountain. Abgerufen am 5. Dezember 2021 (englisch).